# فرنك بوروندي
فرنك بوروندي (أيزو 4217 هو رمز BIF)، هو العملة في بوروندي.و ينقسم إلى 100 سنتيم، على الرغم من أن القطع لم تكن تصدر في سنتيم بوروندي منذ بدأت في إصدار عملتها الخاصة. فقط خلال الفترة من بوروندي عندما كانت تستخدم القطع فرنك الكونغولي كانت تصدر سنتيم.

## التاريخ
أصبح الفرنك عملة بوروندي في عام 1916، عندما احتلت بلجيكا المستعمرة الألمانية السابقة، واستبلدلت روبية شرق أفريقية ألمانية بالفرنك الكونغولي. واستمرت بوروندي بستخدام الفرنك الكونغولي حتى عام 1960، ثم استخدمت فرنك رواندي أورندي. وبدأت في إصدار عملتها الخاصة في عام 1964.
اقتراح إدخال شلن شرق أفريقيا للتداول في عام 2012، ولكن لم يتحقق الهدف. وحدد الموعد الثاني المستهدف في عام 2015، ولكن لم يتحقق. الموعد الثالث المستهدف هو 2024.

## العملات المعدنية
في عام 1965، أصدر بنك مملكة بوروندي فرنك واحد من النحاس. وفي عام 1968، أصدر فرنك و5 فرنكات من الألمونيوم و10 فرنكات من النحاس والنيكل. اصدرت 1 و 5 فرنك جديدة في عام 1976، والتي تميزت بشعار الدولة. وفي عام 2011، أدخلت عملات معدنية جديدة من فئة 10 و 50 فرنك.
| الصورة | القيمة    | المعدن                 | القطر    | الوزن     | السمك    | تاريخ الإصدار |
| ------ | --------- | ---------------------- | -------- | --------- | -------- | ------------- |
|        | فرنك      | الألمونيوم             | 18.9 ملم | 87 جرام   | 1 ملم    | 1976-2003     |
|        | 5 فرنكات  | الألمونيوم             | 25 ملم   | 2.20 جرام | 2 ملم    | 1976-2013     |
|        | 10 فرنكات | نيكل نحاسي             | 28 ملم   | 7.8 جرام  |          | 1968-1971     |
|        | 10 فرنكات | الفولاذ المطلي بالنيكل | 27 ملم   | 6.2 جرام  | 1.63 ملم | 2011          |
|        | 50 فرنك   | الفولاذ المطلي بالنيكل | 29 ملم   | 7.2 جرام  | 1.63 ملم | 2011          |

## الأوراق النقدية
من فبراير 1964 حتى 31 ديسمبر 1965، طبع بنك رواندا وبوروندي، عملات ورقية من فئات 5، 10، 20، 50، 100، 500 و 1000 فرنك للاستخدام في البلاد. تبعها في عامي 1964 و 1965 إصدارات من نفس الفئات من قبل بنك مملكة بوروندي.
وفي عام 1966، قام بنك جمهورية بوروندي بطباعة أوراق نقدية بقيمة 20 فرنكًا وما فوق، واستبدل كلمة «مملكة» بكلمة «جمهورية». وبدأت الإصدارات بفئات 10 و 20 و 50 و 100 و 500 و 1000 و 5000 فرنك. استبدالت 10 فرنكات بعملات معدنية في عام 1968. وظهرت 2000 فرنك في عام 2001، تلتها 10000 فرنك في عام 2004. وفي عام 2015 أطلقت بوروندي سلسلة جديدة من الأوراق النقدية.

## أسعار صرف العملات التاريخية
في 3 كانون الثاني 2006، بلغت قيمة الفرنك في 925 لكل 1 دولار أمريكي. في 1 يناير 2008، بلغت قيمة الفرنك في 1,129.40 مقابل الدولار الامريكى. في 1 يناير 2009، بلغت قيمة الفرنك في 1,234.33 مقابل الدولار الامريكى.